# Stichting Historisch Dieselmaterieel

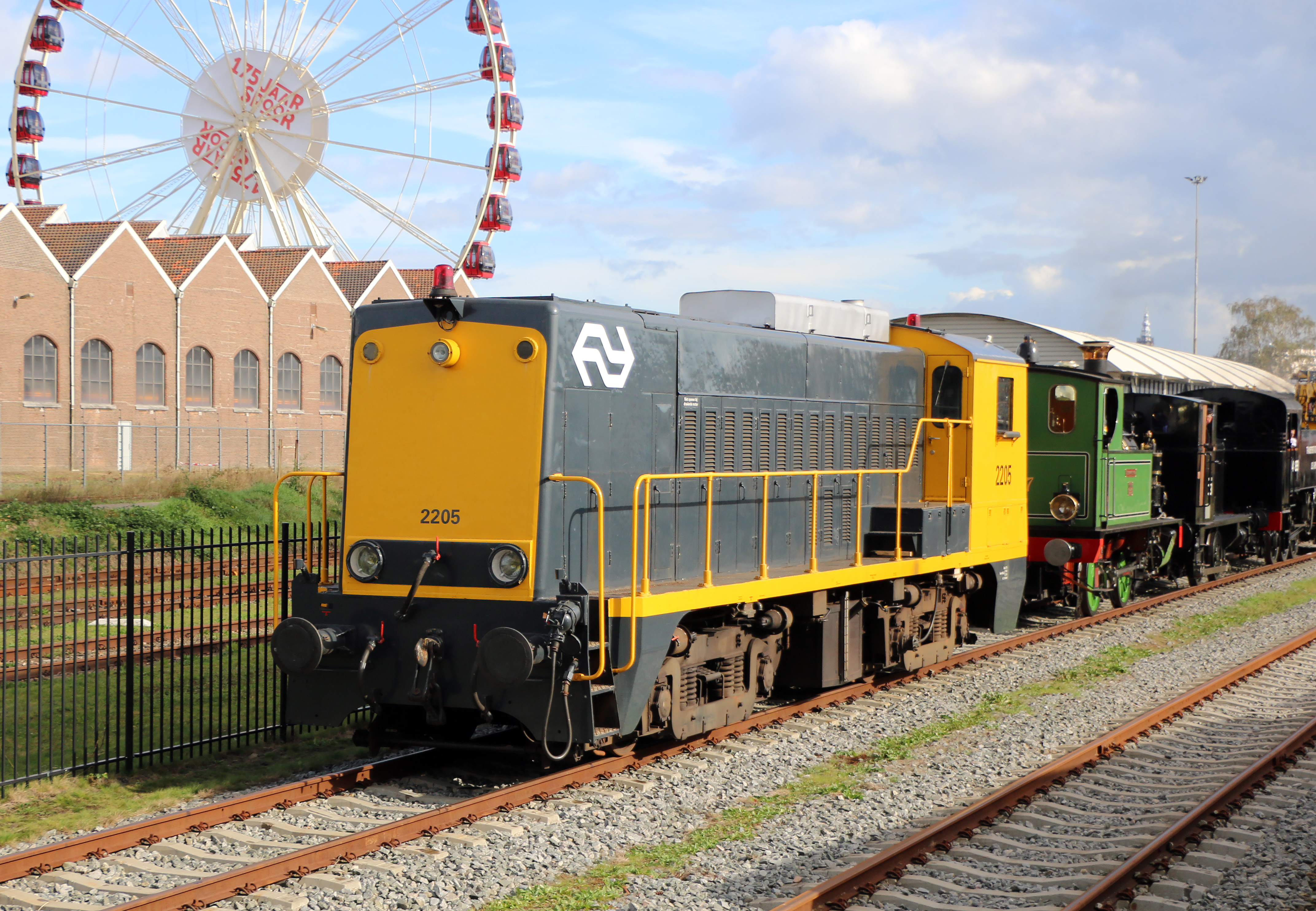
Loc 2205 tijdens de Spoorparade te Amersfoort; 20 oktober 2014

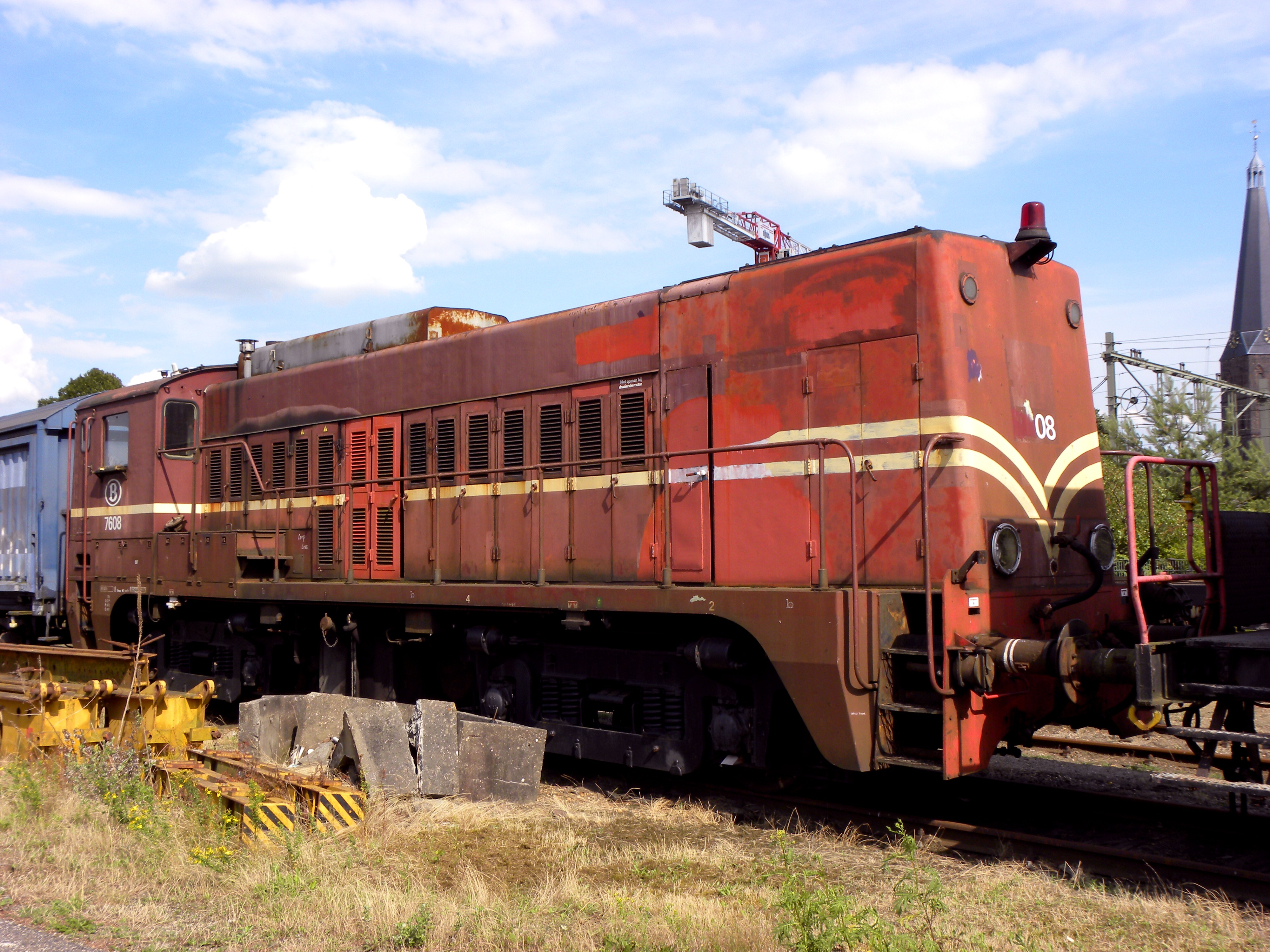
De nog bruine loc 2275 als NMBS 7608 zoals deze naar de SHD kwam

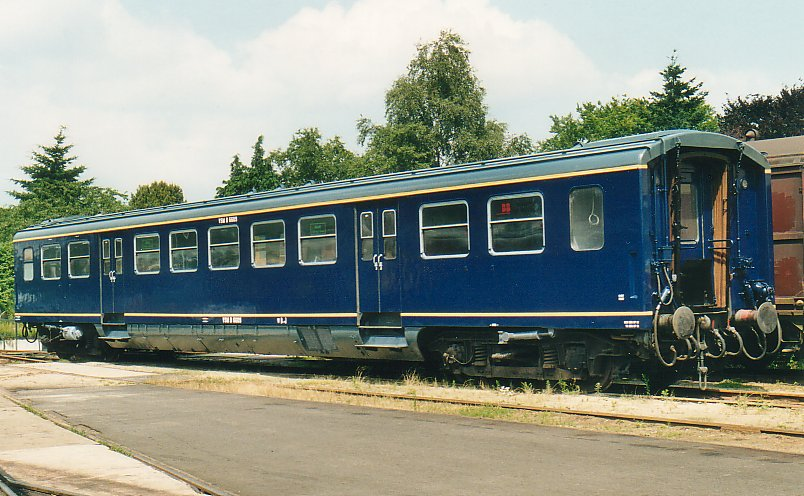
Plan E rijtuig B 6609 nog bij de Veluwsche Stoomtrein Maatschappij te Beekbergen

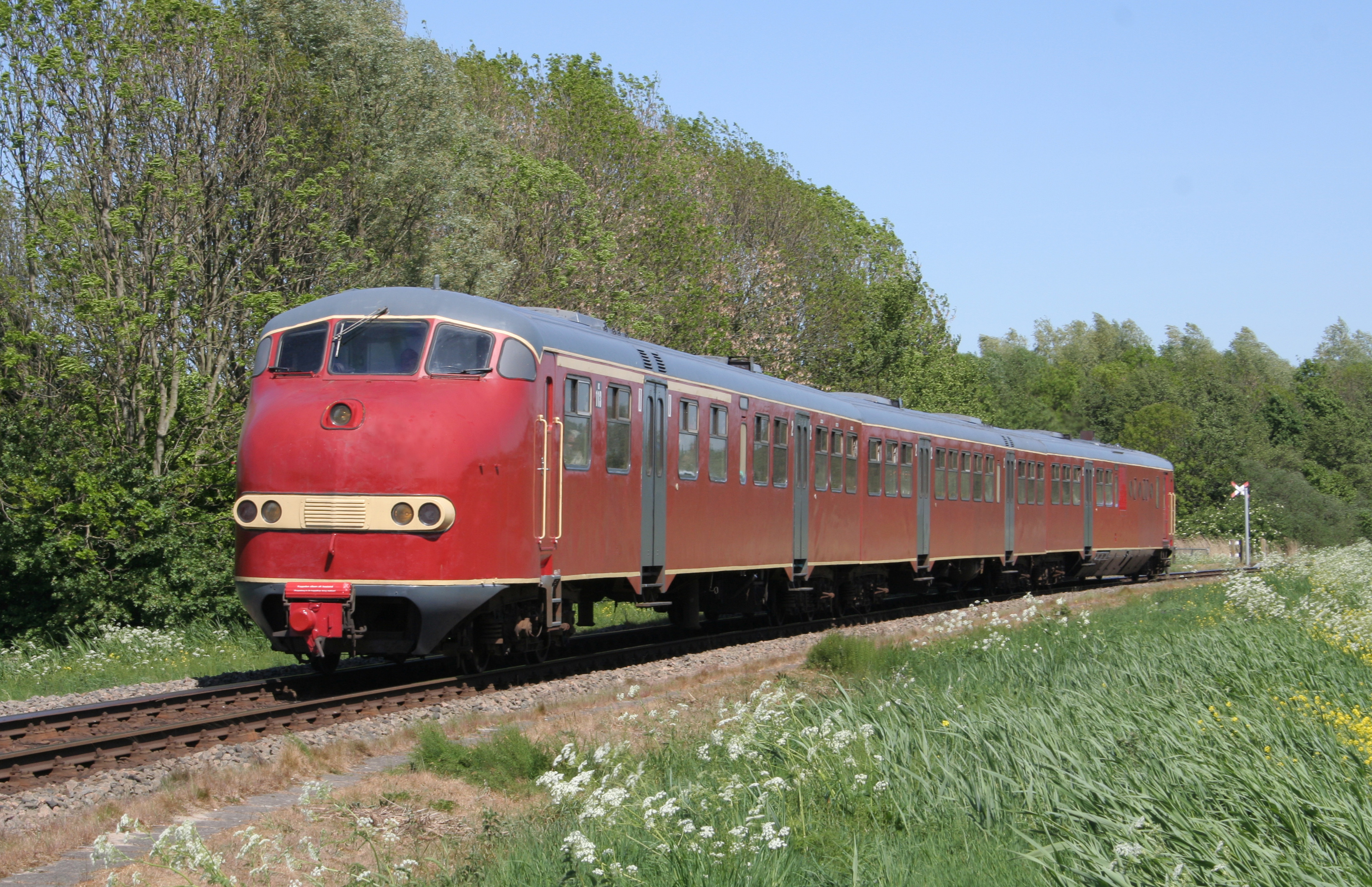
Een rode plan U, zoals deze ook bij de SHD te vinden is

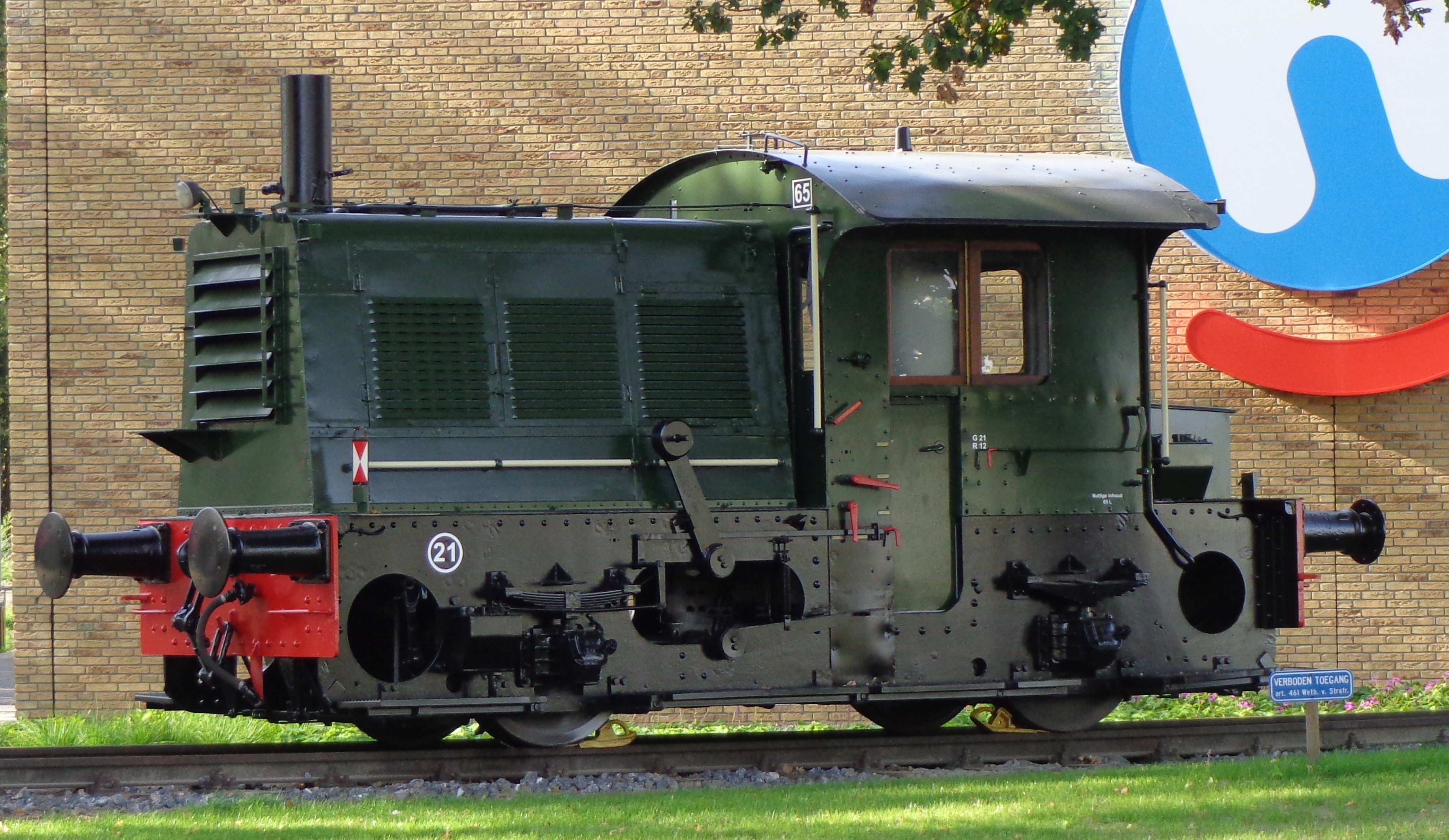
Locomotor 301 te Woudenberg; 2018

De Stichting Historisch Dieselmaterieel is een Nederlandse stichting die zich inzet voor het behoud van Nederlands historisch dieselmaterieel op het gebied van spoorvervoer. 
De organisatie richt zich op de jaren 1970–1980. In het bijzonder het formeren van een trek-duwtrein, samengesteld uit twee locomotieven type 2200 en rijtuigen Plan E, is een belangrijke doelstelling.
Hiertoe heeft de stichting drie locomotieven van de NS serie 2200 en zes rijtuigen in haar collectie verzameld. Twee locomotieven zijn na buitendienststelling in Nederland nog enige tijd in België voor werktreinen gebruikt. Loc 2275 is de enige van zijn soort die sinds de aflevering tot heden de bruine kleur heeft behouden.
Twee rijtuigen zijn overgenomen van de Veluwsche Stoomtrein Maatschappij, terwijl drie rijtuigen tot hun buitendienststelling bij de NS hebben gereden als fietsenrijtuigen.
Daarnaast zijn er twee dieselelektrische treinstellen type Plan U (113 en 121) overgenomen van de HIJSM te Haarlem, die haar activiteiten in 2012 beëindigde. Later werd de 113 geruild tegen de 151. Stel 113 staat echter nog tussen het andere materieel van de stichting. Treinstel 151 was oorspronkelijk bestemd voor een Roemeense spoorwegmaatschappij en is behouden in de geel-grijze kleurstelling. De 151 is in 2020 overgedragen aan Stichting 2454 CREW en daar rijvaardig gemaakt. Treinstel 121 is overgeschilderd in de rode kleurstelling zoals de treinstellen uit de beginjaren bij de Nederlandse Spoorwegen.
In 2013 zijn twee rijtuigen Plan W overgenomen uit de failliete boedel van de Friese Stoomtrein Maatschappij. In juli 2013 werden beide rijtuigen overgebracht van Roosendaal naar Amersfoort, waar een van de rijtuigen in Benelux-uitvoering is opgeknapt.
In 2014 is van Eurailscout het CTO-meetrijtuig (ex-NS P 7918) overgenomen. Het wordt in haar oorspronkelijke uitvoering als CTO-meetrijtuig ingezet voor onderzoek door de TU Delft.
In 2021 droeg Strukton diesellocomotief 302282 (voormalige NS 2282) over aan de SHD. Deze machine was door Strukton gerenoveerd en had daarbij een gele kleurstelling en een lagere huif gekregen. In deze uitvoering is zij door de SHD overgenomen.

## Museummaterieel

### Tractievoertuigen
| Nummer (Naam)       | Tractie          | Bouwjaar (Fabriek) | Opmerkingen                                               | Afbeelding |
| ------------------- | ---------------- | ------------------ | --------------------------------------------------------- | ---------- |
| Diesellocomotieven  |                  |                    |                                                           |            |
| 2205                | Dieselelektrisch | 1955 (Heemaf)      |                                                           |            |
| 2275                | Dieselelektrisch | 1955 (Heemaf)      | In revisie                                                |            |
| (30)2282 (Anneke)   | Dieselelektrisch | 1955 (Heemaf)      | Voorheen gebruikt door Strukton Rail als schouwlocomotief |            |
| Rangeerlocomotieven |                  |                    |                                                           |            |
| 243                 | Dieselelektrisch | 1935 (Werkspoor)   |                                                           |            |
| 334                 | Dieselelektrisch | 1950 (Werkspoor)   |                                                           |            |
| Treinstellen        |                  |                    |                                                           |            |
| 121                 | Diesel           | 1961 (Werkspoor)   |                                                           |            |

### Rijtuigen
| Computernummer    | Soort  | Indeling | Bouwjaar (Fabriek) | Opmerkingen                              | Afbeelding |
| ----------------- | ------ | -------- | ------------------ | ---------------------------------------- | ---------- |
| 50 84 29-37 361-8 | Plan E | B        | 1955 (Werkspoor)   |                                          |            |
| 50 84 29-37 368-3 | Plan E | B        | 1956 (Werkspoor)   |                                          |            |
| 50 84 87-37 206-4 | Plan E | Df       | 1955 (Beijnes)     |                                          |            |
| 50 84 87-37 208-0 | Plan E | RD       | 1955 (Beijnes)     |                                          |            |
| 50 84 87-37 222-1 | Plan E | RD       | 1955 (Beijnes)     |                                          |            |
| 50 84 92-37 008-7 | Plan E | Df       | 1955 (Beijnes)     |                                          |            |
| 50 84 21-37 455-6 | Plan W | B        | 1956 (Werkspoor)   |                                          |            |
| 50 84 21-37 457-2 | Plan W | B        | 1956 (Werkspoor)   |                                          |            |
| 60 84 978 1 005-1 | Plan C |          | 1952 (Allan)       | In gebruik als meetrijtuig voor TU Delft |            |
| 50 84 00-37 040-1 | Plan L | P        | 1958 (Werkspoor)   |                                          |            |

### Goederenwagons
| Computernummer    | Soort              | Bouwjaar (Fabriek)                                                                       | Opmerkingen                      | Afbeelding |
| ----------------- | ------------------ | ---------------------------------------------------------------------------------------- | -------------------------------- | ---------- |
| 40 84 944 1 534-7 | Koppelwagen        | 1947 (Noord-Nederlandse Machinefabriek, als kolenwagen type GTM), 1970 (als koppelwagen) |                                  |            |
| 40 84 566 9 175   | Takkls (VAM-wagen) | 1973 (Fabrikavagona Kraljevo)                                                            |                                  |            |
| 40 84 566 9 183   | Takkls (VAM-wagen) | 1973 (Fabrikavagona Kraljevo)                                                            |                                  |            |
| 01 84 150 0 136-3 | Gbs                | 1960 (Werkspoor)                                                                         | In gebruik voor opslagdoeleinden |            |
| 40 84 959 1 500-0 | Gs                 | 1956 (Werkspoor)                                                                         |                                  |            |
| 01 84 225 4 063-5 | Hbis               | 1975 (Waggonfabrik Talbot)                                                               |                                  |            |

## Voormalig materieel
Sik 301 staat heden in Woudenberg als statisch object. Plan U 151 is in april 2020 overgedragen aan Stichting 2454 CREW.